# 柏林地铁Gl型电动车组
柏林地铁Gl型电动车组是柏林地鐵的电动车组车款之一，现在已经退出运营。

## 简介

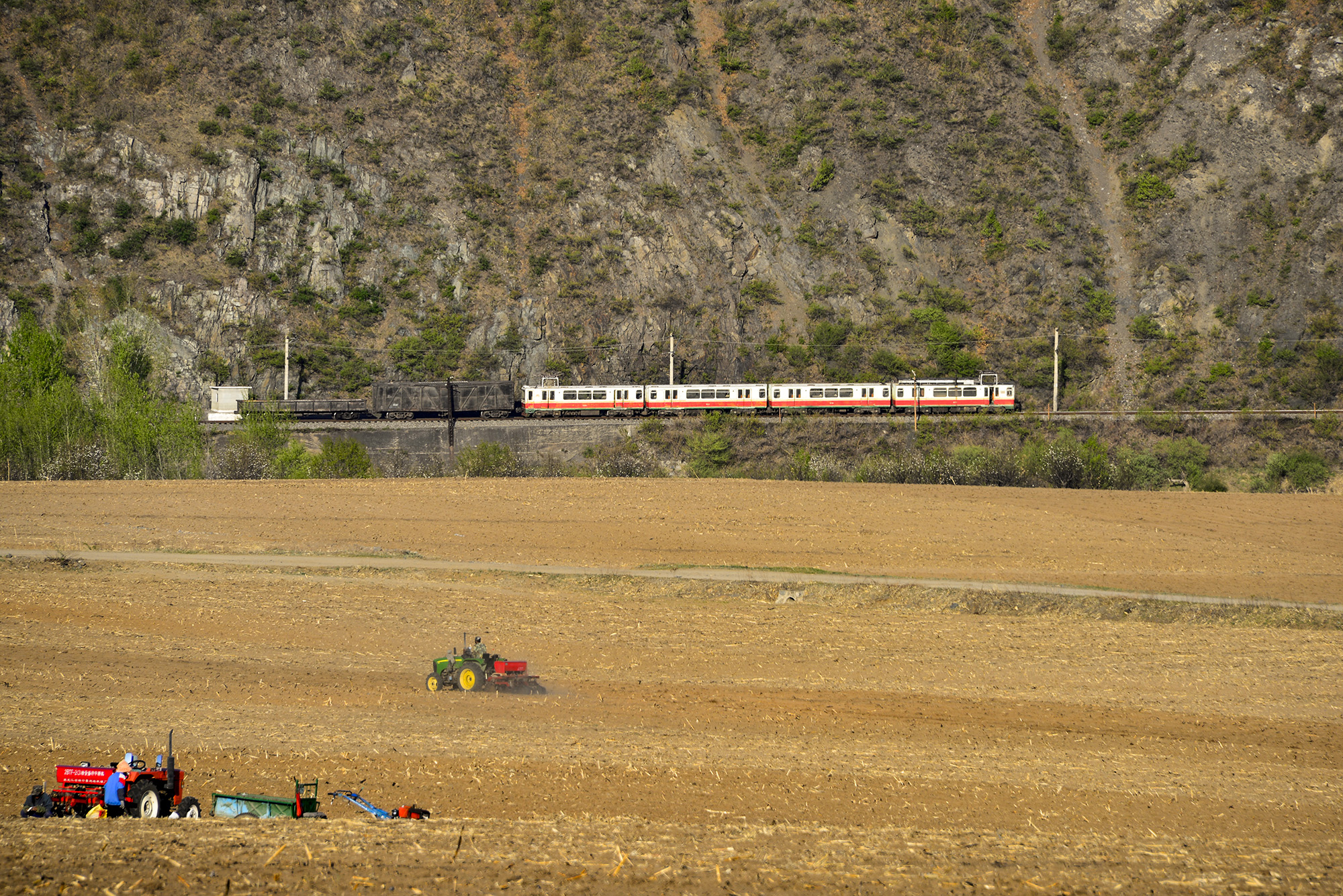
在北韓鐵路運行的Gl型列車

Gl型全称Gisela（迪斯拉），由民主德国于1978年-1982年生产，最初运行于柏林地铁。列车共60辆，一共15组。自1997年开始在平壤地铁运营，在2001年停止使用。其中几组列车则经过改造，开始运行于平义线。